# Jess Willard
Jess Willard, (St. Clere, Kansas, 29 de diciembre de 1881 - Los Ángeles, California, 15 de diciembre de 1968) fue un boxeador estadounidense campeón mundial de peso completo.

## Biografía
Según el diario ABC, su verdadero nombre era José Villar, y era hijo de un emigrante de Tafalla (Navarra) llamado Martín Villar[cita requerida]
Empezó a boxear cuando ya casi había cumplido 30 años. A pesar de este inicio tardío le fue bien y se fue convirtiendo en "la gran esperanza blanca" aludiendo al hecho de que era el boxeador de raza blanca con más posibilidades de derrotar al entonces campeón mundial, el afroamericano Jack Johnson. Esto en el marco del fuerte racismo imperante en los Estados Unidos de ese entonces. 
Finalmente tuvo la oportunidad de pelear por el título. El 5 de abril de 1915, en La Habana, Cuba, se impuso a Johnson por nocaut en el asalto 26. Se dijo que Johnson se había dejado ganar para evitar represalias racistas, y para que le permitieran volver a los Estados Unidos. Sin embargo, para otros Willard ganó por ser el más fuerte y capaz de soportar el clima tropical y la duración del combate pactado a 45 asaltos. 

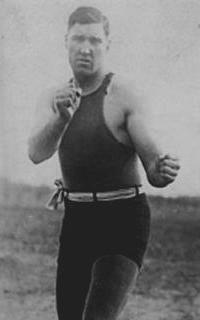
Jess Willard.

Con una talla de 2,00 metros Willard fue el campeón mundial indiscutible más alto de la historia. Willard, ya con 37 años, perdió el título ante Jack Dempsey el 4 de julio de 1919 en Toledo, Ohio. Recibió una soberana paliza e increíblemente el árbitro no detuvo el combate a pesar de que en el primer asalto Willard había sido derribado 7 veces y tenía rota la nariz, varias costillas y había perdido varios dientes. Willard siempre creyó que Dempsey había colocado algo en sus guantes para endurecer los golpes. Esto nunca se probó. 
Luego de retirarse se dedicó al mundo del espectáculo apareciendo en algunos teatros, actos de feria y películas. 
Falleció en 1968. 
Fue elegido al Salón Internacional de la Fama del Boxeo de manera póstuma en 2003.